# Václav Vraný
Václav Vraný (ur. 22 sierpnia 1982 w Pilźnie) – czeski piłkarz ręczny występujący na pozycji obrotowego w klubie niemieckim HSC 2000 Coburg. Vraný karierę rozpoczął w klubie Slavia Pilzno. Następnie występował w HSC Pilzno, Allrisk Praga, Dukli Praga oraz w TUSEM Essen. W 2009 roku został zawodnikiem HSC 2000 Coburg.